# 呉港高等学校
呉港高等学校（ごこうこうとうがっこう）は、広島県呉市広大新開三丁目に所在する私立高等学校。

## 概要
歴史
文政元年（1818年）創立の私塾と翌1874年（明治7年）創立の旧制中学校を前身とする。1948年（昭和23年）の学制改革によりそれぞれが新制高等学校となり、両校が統合された。2018年（平成30年）に創立200周年を迎える。

設置課程・学科
全日制課程
普通科
機械科
電気情報科

校訓
「敬愛・自律・剛健」

校歌・応援歌
校歌 - 作詞は武田キヨ、田坂弘二三による。歌詞は2番まであり、校名は歌詞中に登場しない。
応援歌 - 作詞は瀬島總八郎、作曲は岡田卓三による。歌詞は4番まである。

建学の精神
「社会に役立つ人材の育成をめざす」
一人ひとりの個性や能力を大切にし、きめ細かな指導体制を整えています。
大学進学者にはその可能性を引き出し、伸ばします。
就職希望者には将来役立つ資格の取得を目標とします。
クラブ活動などの課外活動を通じて健やかな人間性を養い、社会生活に豊かに対応できるよう、規律ある生活態度が身につく親身な指導をします。

教育目標
自分を大切にし、他人も大切にする心を持つ生徒を育てる。
確かな学力を有し、個性豊かな魅力ある生徒を育てる。

制服
冬服はブレザー。ネクタイ廃止。登下校または行事時は着用必。

校則・学校生活
自動車、バイク等の免許取得は認められていない。
アルバイトは認められていない。
携帯電話、ゲーム機など学習に関係ないものの校内持ち込みは禁止されている。
その他

兄弟校
 武田中学校・高等学校

## 沿革
出典

### 私塾
- 文政元年（1818年）: 武田宗左衛門 - 山口県玖珂郡玖珂町に稽古屋敷を創立。
- 嘉永2年（1850年）: 武田裕治 - 第二代校長に就任。

### 旧制中学校
- 1874年（明治7年）: 武田為十郎 - 第三代校長に就任し、学制発布により、欽明路支校と改称。
- 1906年（明治39年）: 武田易太郎 - 第四代校長、玖珂実科女学院を設立。
- 1913年（大正2年）: 大正学校（中等教育を施す各種学校）を設立。
- 1917年（大正6年）: 武田甲斐人 - 第五代校長、呉市今西四丁目に移転し、大正中等学校（修業年限3年、夜間授業）と改称。
- 1926年（大正15年）: 文部省認可財団法人私立大正中学校と改称。
- 1927年（昭和2年）: 文部省認可の大正中学校（修業年限5年、昼間授業）となり、呉市下長ノ木町に移転。
- 1933年（昭和8年）: 大正中学校を呉港中学校と改称。
- 1934年（昭和9年）: 第20回全国中等学校優勝野球大会（夏の甲子園大会）で優勝。
- 1945年（昭和20年）: 空襲により、校舎を焼失、広町町田の仮校舎で終戦後の授業を再開。

### 新制高等学校
- 1948年（昭和23年）4月 :  武田武彦 - 初代校長に就任。学制改革により、呉港高等学校を設立。
- 1951年（昭和26年）: 学校法人呉港学園と組織変更。
- 1958年（昭和33年）: 工業科（機械課程）を設置。
- 1962年（昭和37年）: 電気科設置。
- 1965年（昭和40年）: 内閣総理大臣岸信介より、学校法人呉港学園理事長武田甲斐人功徳碑建設。
- 1966年（昭和41年）: 呉市広町大新開の校舎に移転（長ノ木町の旧校舎跡地には、1967年に武田中学校・高等学校の前身である呉中学校を開校）。
- 1970年（昭和45年）: 設置法人名を学校法人呉港学園から学校法人呉武田学園に改称。
- 1971年（昭和46年）: 田坂弘二三 - 第二代校長に就任。
- 1973年（昭和48年）: 増田忠夫 - 第三代校長に就任。
- 1975年（昭和50年）: 舘弘志 - 第四代校長に就任。
- 1979年（昭和54年）: 空本敏三 - 第五代校長に就任。
- 1984年（昭和59年) : 商業科廃止。藤井一彦 - 第六代校長に就任。
- 1989年（平成元年）: 島川昭三 - 第七代校長に就任。
- 1996年（平成8年）: 三浦康宏 - 第八代校長に就任。
- 1999年（平成11年）: 松本豊尊 - 第九代校長に就任。
- 2000年（平成12年）: 第4回全国スターリングテクノラリー人間乗車クラス、高校の部優勝。
文部科学省、経済産業省他後援。呉市長より「くれオーク賞」受賞（エコテック部）。
- 2001年（平成13年）: 県教育委員会より、「メイプル賞」受賞（エコテック部）。
- 2004年（平成16年）: 薄井光二 - 第十代校長に就任。学校改革推進。学校方針・諸制度の見直し等を行う。夏の高校野球全校応援を開始。
- 2005年（平成17年）: 文部科学省の教育改革推進モデル事業の指定校に指定。
- 2006年（平成18年）:『呉武田学園史』完成。
- 2007年（平成19年）: 呉武田学園歴史展示室オープン。
- 2011年（平成23年）: 東日本大震災ボランティア活動で石巻市に教師、生徒14人派遣。
第35回全国高等学校総合文化祭ふくしま大会・合唱の部で文化連盟賞を受賞。
- 2014年（平成26年）: 体育館新築。福田薫 - 第十一代校長に就任。
- 2015年（平成27年）: 普通科完全共学化。テニスコート人工芝敷設。
- 2018年（平成30年）: 創立200周年記念式典。設立70周年。
- 2019年（平成31年/令和元年）: 学生寮・食堂・図書室を新築。

## 基礎データ

### 校風・特徴
文武両道を校是とする。入学当初から常に上下関係を重んじる体質となっている。普通科に於いては、受験に対応できるカリキュラムが組まれている。なお、本校の入学試験では帰国生入試は設けていない。

## 年間行事
- 9月 - 体育祭
- 2月 - 呉港祭（文化祭）

## 部活動
文化部
- ESS部
- 演劇部
- 茶道部
- ブラスバンド部
- 図書部
- 放送部
- 歴史文化研究部
- ダンス部

運動部
- 硬式野球部
- ソフトテニス部
- 空手道部
- ハンドボール部
- バレーボール部
- バスケットボール部
- 陸上競技部
- 剣道部
- 柔道部
- 卓球部
- バドミントン部
- サッカー部
- 水泳部
- 弓道部
- 軟式野球部
- 応援団
- eスポーツ部
- クライミング

工業
- エコテック部
- 情報処理部
- 工業技術研究部
- マイコン技術研究部

## 交通アクセス
最寄りの鉄道駅
- JR西日本 呉線 「広駅」

最寄りのバス停留所
- JRバス 「広駅」

最寄りの幹線道路
- 国道185号

## 周辺
- 広島県立広高等学校
- 呉市立白岳中学校
- 呉市立白岳小学校
- 呉自動車学校
- 広公園
- 呉市総合体育館（シシンヨーオークアリーナ）
- 広警察署
- 呉両谷郵便局
- JA呉広東支店

## 学校関係者と組織

### 関連団体
- 呉港会 - 同窓会組織

### 高校関係者一覧
プロ野球選手
- 藤村富美男
- 柚木進
- 藤村隆男
- 国貞泰汎
- 浅井太郎
- 塚本博睦

- 保手浜明
- 原一朗
- 野崎泰一
- 豊田憲司
- 田川豊
- 道仏訓

その他
- 岩瀬敬吾
- 東風孝広
- 原健策
- 岡野昌弘
- 貴羽山善之
- 百済徳男
- 三浦マイルド
- 金沢伸明

- 林家すい平

教職員
- 武田キヨ
- 片岡新之介

## 関連文献
- 柴辻俊六 『甲斐 武田一族』 新人物往来社、2005年 ISBN 4-404-03262-5